# Șendreni (okręg Jassy)
Șendreni – wieś w Rumunii, w okręgu Jassy, w gminie Victoria. W 2011 roku liczyła 269 mieszkańców.